# Максименко, Сергей Ефремович
Серге́й Ефре́мович Максиме́нко (14 декабря 1919, Петроград — 23 октября 1984, Одесса) — участник Великой Отечественной войны, Герой Советского Союза.

## Биография
Родился в семье рабочего. Русский. Окончил 10 классов.
- 4 августа 1939 — 15 июля 1941 — курсант Военно-Морского училища им. Железнякова в Кронштадте;
- 15 июля — 25 сентября 1941 — командир взвода 17-й авиабазы, Ленинградский фронт;
- 25 сентября — 15 октября 1941 — на излечении, эвакогоспиталь, Московская область;
- 15 октября 1941 — 28 июня 1942 — командир взвода 7-й бригады морской пехоты, Крымский фронт;
- 28 июня — 15 декабря 1942 — на излечении, эвакогоспиталь № 1445, город Тбилиси;
- 15 декабря 1942 — 1 ноября 1943 — слушатель курсов усовершенствования командного состава, Северо-Кавказский фронт, Орджоникидзе;
- 1 ноября 1943 — 15 апреля 1944 — командир взвода ПТР 2-го гвардейского Николаевско-Будапештского механизированного корпуса, 4-й Украинский фронт;
- 15 апреля — 10 сентября 1944 — командир роты 2-го гвардейского Николаевско-Будапештского механизированного корпуса, 3-й Украинский фронт;
- 10 сентября — 16 ноября 1944 — командир батальона 2-го гвардейского Николаевско-Будапештского механизированного корпуса, 2-й Украинский фронт;
- 16 ноября 1944 — 10 мая 1945 — на излечении, эвакогоспиталь № 1491, город Баку;
- 10 мая 1945 — 1 августа 1947 — начальник лагерного отделения № 6 для военнопленных управления лагеря № 159 МВД СССР;
- 1 августа 1947 — 1 мая 1956 — начальник отделения в системе УВД по Одесской области;
- 1 мая 1956 — 3 апреля 1960 — начальник штаба МПВО Сталинского и Центрального районов Одессы;
- 3 апреля 1960 — 3 января 1961 — командир роты войсковой части 7745[2].

## Подвиг
Командир взвода роты ПТР 5-й гвардейской механизированной бригады (2-й гвардейский механизированный корпус, 28-я армия, 3-й Украинский фронт) гвардии младший лейтенант Сергей Максименко в ночь на 12 марта 1944 года скрытно переправился с бойцами-бронебойщиками вверенного ему взвода через реку Ингулец.
Обнаружив миномётную батарею противника, гвардейцы взвода Максименко С. Е. уничтожили её личный состав и открыли из захваченных миномётов огонь по гитлеровцам.
Своими действиями гвардии младший лейтенант Максименко обеспечил батальону форсирование реки Ингулец и захват села Дарьевка Белозёрского района Херсонской области Украинской ССР.

## Награды
- Медаль «Золотая Звезда»[4] (1944);
- Орден Ленина (1944);
- Орден Красной Звезды (дважды, 1944);
- Медаль «За боевые заслуги» (1954);
- Медаль «За Победу над Германией в Великой Отечественной войне 1941—1945 гг.»;
- Медаль «За оборону Ленинграда»;
- Медаль «За взятие Будапешта»[2].